# Onni Rajasaari
Onni Rajasaari (Hanko, 2 de marzo de 1910-ibidem, 12 de noviembre de 1994) fue un atleta finlandés especializado en la prueba de triple salto, en la que consiguió ser campeón europeo en 1938.

## Carrera deportiva
En el Campeonato Europeo de Atletismo de 1938 ganó la medalla de oro en el triple salto, con un salto de 15.32 metros que fue récord de los campeonatos, quedando en el podio por delante de su paisano finlandés Jouko Norén (plata con 14.95 metros) y del alemán Karl Kotratschek (bronce con 14.73 metros).